# Луис Барсело
Луис Барсело Ховер (на испански: Luis Barceló Jover) е испански полковник от Гражданската война в Испания.

## Биография
Професионален офицер от испанската армия, той подкрепя републиканското правителство по време на Гражданската война в Испания. През 1936 г. е майор от испанската армия. През юли 1936 г. е един от офицерите, които създават бързи съдилища, за да съдят бунтовническите офицери, заловени след провала на преврата в Мадрид. През септември 1936 г. участва в обсадата на Алкасар. По-късно се присъединява към Комунистическата партия на Испания и ръководи смесена бригада от дивизията на Хуан Модесто във Втората битка на пътя Коруня. По-късно Барсело е повишен в полковник и през юни 1937 г. става един от републиканските командири в офанзивата в Сеговия. През 1939 г. е командир на I корпус на Републиканската централна армия.
На 5 март 1939 г. полковник Сехисмундо Касадо, офицер от Републиканската армия, подкрепя част от Испанска социалистическа работническа партия (Хулиан Бестейро), част от Общ съюз на трудещите се (Венсеслао Карийо), Национална конфедерация на труда (Сиприано Мера), генерал Мануел Гомес и тайните служби на Републиката (SIM), организират преврат, свалят министър-председателя Хуан Негрин и създават Съвет за национална отбрана (Consejo Nacional de Defensa), за да започнат мирни преговори с Франсиско Франко. Съветът уволнява комунистическите командири на I, II и III корпус на централната армия, като Барсело също, но той отхвърля авторитета на Съвета и на 7 март се назначава за командир, установява щаба си в двореца Пардо и влиза с войските си в Мадрид, подкрепен от II корпус на Буено и III корпус на Ортега, започвайки кратка гражданска война в Републиката. След дни на кървава битка е победен от IV корпус на Сиприано Мера и се предава на Съвета на 12 март. На 13 март Барсело и неговият комисар Хосе Конеса са осъдени на смърт от военен трибунал и екзекутирани.